# Jean de Talaru
Jean de Talaru (Lione, 1330/1340 – Lione, 24 settembre 1392) è stato un arcivescovo cattolico francese creato pseudocardinale] dall'antipapa Clemente VII.

## Biografia
Nacque a Lione tra il 1330 ed il 1340.
L'antipapa Clemente VII lo elevò al rango di (pseudo) cardinale nel concistoro del 3 novembre 1389.
Morì il 24 settembre 1392 a Lione.